# Chevêchette de Cuba
Glaucidium siju
Espèce
Synonymes
- Noctua siju Orbigny, 1839 (protonyme)

Statut de conservation UICN

 LC  : Préoccupation mineure
Statut CITES
La Chevêchette de Cuba (Glaucidium siju) est une espèce d'oiseaux de la famille des Strigidae.

## Répartition
Cette espèce est endémique de Cuba.

## Sous-espèces
D'après la classification de référence (version 14.1, 2024) de l'Union internationale des ornithologues, la Chevêchette de Cuba possède 3 sous-espèces (ordre philogénique) :
- Glaucidium siju siju (d'Orbigny, 1839) ;
- Glaucidium siju turquinense Garrido, 2002 ;
- Glaucidium siju vittatum Ridgway, 1914.